# Възнесение Господне (Покровник)
„Възнесение Господне“ или „Свети Спас“ е българска възрожденска църква в горноджумайското село Покровник, България, част от Неврокопска епархия на Българската православна църква. Обявена е за паметник на културата.

## История
Църквата е построена в 1890 година. В началото на XXI век в селото, изместило се в полето под някогашното си местоположение, се изгражда нова църква „Свети Пантелеймон“. Старата църква остава извън селото, на хълма над него.

## Архитектура
В архитектурно отношение е типичната за епохата трикорабна псевдобазилика с полуцилиндрична апсида, женска църква и пристроен открит нартекс. Градежът е от необработени речни камъни, а фасадите са варосани. Над прозорците има плитки плоскодънни аркирани ниши, а на подпокривния корниз на апсидата – зигзаг от тухли.

## Интериор
Цялата живопис – по стените, иконостаса и църковните мебели, е дело на банския зограф Михалко Голев. В 1892 година Голев изрисува три фигури на южната стена до иконостаса с мек рисунък, тънка линия и нежен колорит, а в 1901 година останалата част от храма, като тези изображеия са с по-плътен контур, по-твърд рисунък и тъмен колорит. Фигурите на Голев са с леко скъсени пропорции и удължени овали на лицата. В конхата на апсидата е света Богородица Ширшая небес в кръгъл медальон, а до нея са двамата архангели. На източната стена са още Архангелски събор, Бог Отец с пророци в цял ръст от двете му страни, Причастие на апостолите и Поклонение на жертвата. В протезиса е Христос в гроба. На северната стена на наоса е рядката сцена Изкушение Христово, като сред фигурите Голев е изобразил стенен часовник с махало.
Всички иконостасни икони – 8 царски, 19 празнични и на отделни светци и 13 апостолски, са рисувани от Голев в 1891 и 1892 година според дарителските им надписи. Иконите са с по-високо качество от стенописите – линиите им са по-тъки и по-сигурни, а изображението на лицата и пропорциите е по-вярно.
Вероятно също Голев изписва и колоните, разделящи трите кораба на наоса, парапета на женската църква, иконостаса, амвона, владишкия трон и проскинитария.